# Chromium OS
Chromium OS é a versão de desenvolvimento de código aberto do Chrome OS, um dos sistemas operacionais do Google. O Chromium OS é baseado no núcleo do Linux e usa o navegador Chromium como a sua principal interface do usuário. Como resultado disso, o Chromium OS suporta primariamente aplicativos da web.

## Arquitetura
A arquitetura do Chromium é composta de três camadas, consistindo de "três maiores componentes":
- O navegador baseado no Chromium e o gerenciador de janelas
- Software no nível do sistema e serviços de user-land: o núcleo [Linux], drivers, gerenciador de conexão, e assim por diante
- Firmware[4]

## Disponibilidades
O Chromium OS foi disponibilizado primeiramente na forma compilada por terceiros. Esforços mais organizados surgiram ao longo do tempo, incluindo alguns fabricantes que venderam seus dispositivos com o sistema operacional pré-instalado.   

### Compilações eforks
Em maio de 2010, as versões compiladas do código fonte do trabalho em andamento foram baixadas da Internet mais de um milhão de vezes. A versão mais popular, chamada de "Chromium OS Flow", foi criada por Liam McLoughlin, na época um estudante de 17 anos de idade em Manchester, Inglaterra, postando sob o nome "Hexxeh". As compilações de McLoughlin são bootáveis a partir de um pendrive e incluem recursos que os engenheiros do Google ainda não haviam implementado, como suporte para a linguagem de programação Java. Enquanto o Google não esperava que os terceiros usassem e avaliassem o Chromium OS antes do lançamento oficial, Sundar Pichai, vice-presidente de gerenciamento de produtos do Google (atualmente CEO), disse que "o que pessoas como o Hexxeh estão fazendo é incrível de se ver." Pichai disse que os lançamentos antecipados foram uma consequência não intencional do desenvolvimento de código aberto. "Se você decidir fazer projetos de código aberto, você tem que estar aberto o caminho todo."
O trabalho de Hexxeh continuou no ano seguinte. Ele anunciou o "Chromium OS Lime" em dezembro de 2010, e em janeiro de 2011, lançou "Luigi", um aplicativo criado para "jailbreak"/"rootear" o hardware protótipo do Google Cr-48 "Mario" e instalar uma BIOS genérica. O desenvolvedor fez com que as compilações fossem disponibilizados em formato de máquina virtual em 13 de março de 2011. Sem a compilação oficial do sistema operacional Chromium do Google, compilações diárias "vanilla" do Chromium OS de Hexxeh foram o principal recurso para as pessoas que desejam experimentar Chromium OS. Hexxeh parou de disponibilizar essas compilações em 20 de abril de 2013.
As versões mais recentes do Chromium OS estão disponíveis de Arnoldthebat, que mantém compilações diárias e semanais juntamente com diretrizes de uso e ajuda. Em julho de 2012, o Chromium Build Kit foi lançado. Ele compila automaticamente uma compilação de desenvolvedor e instala o Chromium OS em um pendrive.

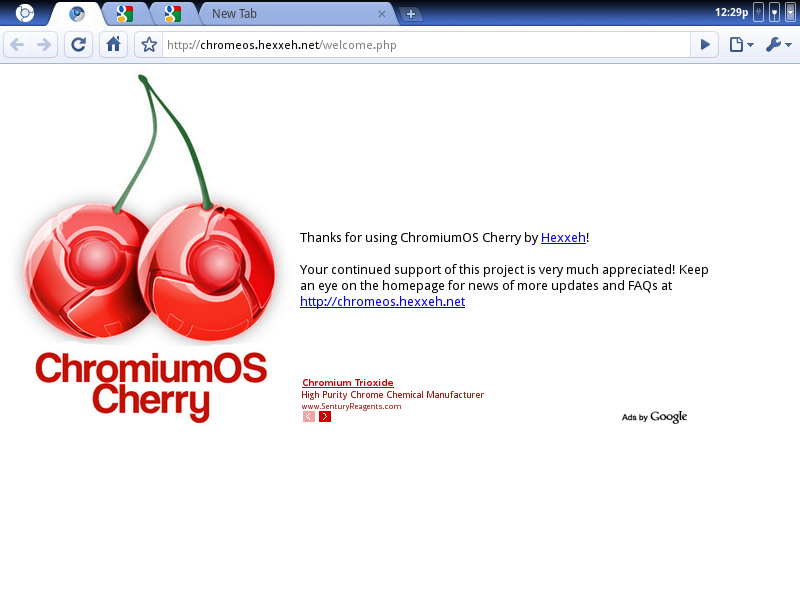
ChromiumOS Cherry Atualmente conhecido como "Flow" (4 de dezembro de 2009)
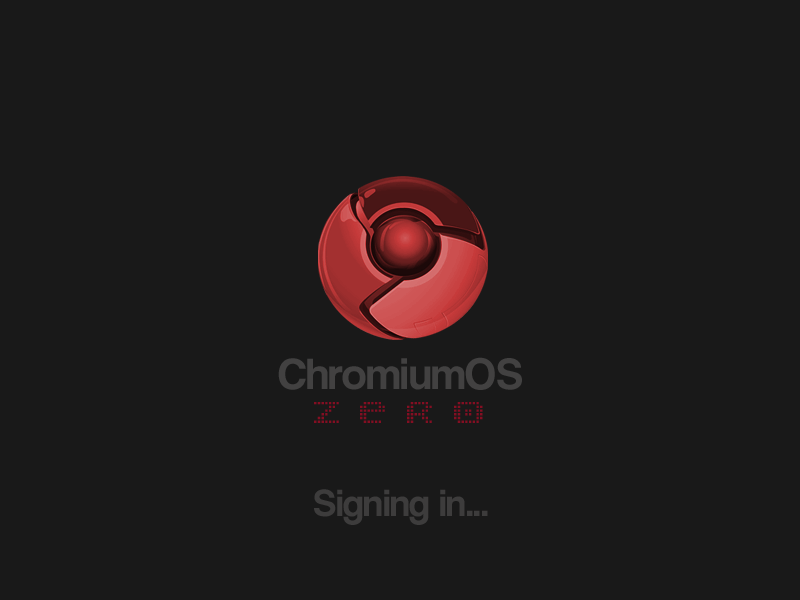
ChromiumOS Zero Atualmente conhecido como "Vanilla" (9 de dezembro de 2009)
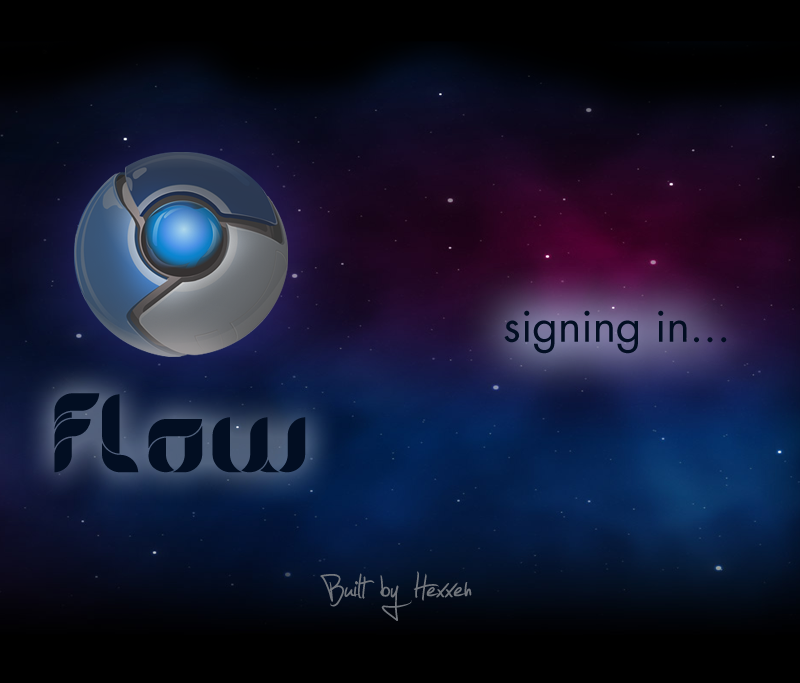
ChromiumOS Flow (15 de fevereiro de 2010)

Em 2015 a empresa novaiorquina Neverware produziu uma fork do Chromium OS chamada de CloudReady para o mercado educacional, com a intenção de estender a vida de antigos PCs e laptops. Uma versão posterior pode fazer dual boot entre o sistema da Neverware e o sistema operacional Windows. Em 2016, a Nexedi lançou o NayuOS, uma fork do Chromium OS pré-compilada para diversos computadores Chromebook. O sistema operacional fornece capacidades como as do Chrome OS sem armazenar dados nos servidores do Google. Ele opcionalmente remove o login do Google e oferece ferramentas de desenvolvedores adicionais.

### Hardware
Alguns dispositivos são vendidos com o Chromium OS pré-instalado. Em maio de 2011 a Dell Computer também lançou uma compilação para o netbook Dell Inspiron Mini 10v netbook, seguindo em uma versão anterior lançada quase 18 meses antes. Tal compilação não suportava áudio, mas era inicializável a partir de um pendrive. Outros dispositivos incluem o Kogan Agora Chromium Laptop da empresa australiana Kogan e o Xi3 Modular Computer, introduzido pela empresa de mesmo nome. No final de 2015, uma equipe liderada por Dylan Callahan portou uma versão beta do Chromium OS para o computador de uma placa Raspberry Pi 2.

## Disputa de marca registrada
Em junho de 2011, a ISYS Technologies, baseada em Salt Lake City, processou o Google em um tribunal distrital de Utah, reivindicar direitos sobre o nome "Chromium" e, por padrão, Chromebook e Chromebox. O processo tentou impedir o Google e seus parceiros de marketing e hardware de venderem Chromebooks. O processo foi posteriormente abandonado e, como parte de um acordo não revelado entre o Google e ISYS, a ISYS abandonou os seus esforços de marca registrada.